# 罗马共和国执政官列表
本表列出罗马共和国时期历任执政官。此表列出古罗马从前509年宣布共和开始，到前31年屋大维战胜马克·安东尼为止的历任执政官名单。
| 目录    | 目录      | 目录      | 目录      | 目录      | 目录      |
| ------- | --------- | --------- | --------- | --------- | --------- |
| 前6世纪 |           |           |           |           | 前500年代 |
| 前5世纪 | 前490年代 | 前480年代 | 前470年代 | 前460年代 | 前450年代 |
| 前5世纪 | 前440年代 | 前430年代 | 前420年代 | 前410年代 | 前400年代 |
| 前4世纪 | 前390年代 | 前380年代 | 前370年代 | 前360年代 | 前350年代 |
| 前4世纪 | 前340年代 | 前330年代 | 前320年代 | 前310年代 | 前300年代 |
| 前3世纪 | 前290年代 | 前280年代 | 前270年代 | 前260年代 | 前250年代 |
| 前3世纪 | 前240年代 | 前230年代 | 前220年代 | 前210年代 | 前200年代 |
| 前2世纪 | 前190年代 | 前180年代 | 前170年代 | 前160年代 | 前150年代 |
| 前2世纪 | 前140年代 | 前130年代 | 前120年代 | 前110年代 | 前100年代 |
| 前1世纪 | 前90年代  | 前80年代  | 前70年代  | 前60年代  | 前50年代  |
| 前1世纪 | 前40年代  | 前30年代  |           |           |           |

## 使用说明
1. 表中仅重要人物（至少是有具体事迹存于史籍记载的人物）带有内部连接。
2. 人物名字后面的罗马数字表示此人是第几次担任执政官职务。
3. “补任”的意思是，执政官未能完成他的全部任期（通常是因为在战争中阵亡），而选出一人在剩下的任期里接替他担任执政官。
4. 由独裁官统治的年份，列出独裁官的名字。
5. 从前444年至前367年，经常选举若干军政官来代替执政官的职务。军政官的名单不列入本表，如欲查询请参见军政官条目。

## 罗马执政官列表

### 前500年代
- 前509年 卢基乌斯·尤尼乌斯·布鲁图；卢基乌斯·塔尔基尼乌斯·科拉蒂努斯
  - 补任：斯普里乌斯·卢克莱修·特里基皮蒂努斯；普布利乌斯·瓦莱里乌斯·普布利科拉 I；马尔库斯·霍雷蒂乌斯·普尔维鲁斯 I
- 前508年 普布利乌斯·瓦莱里乌斯·普布利科拉 II；提图斯·卢克莱修·特里基皮蒂努斯 I
- 前507年 普布利乌斯·瓦莱里乌斯·普布利科拉 III；马尔库斯·霍雷蒂乌斯·普尔维鲁斯 II
- 前506年 斯普里乌斯·拉尔基乌斯·鲁弗斯（或弗拉乌斯）I；提图斯·赫尔米尼乌斯·阿基利努斯
- 前505年 马尔库斯·瓦莱里乌斯·？（一说为沃鲁苏斯）；普布利乌斯·波斯图米乌斯·图贝尔图斯 I
- 前504年 普布利乌斯·瓦莱里乌斯·普布利科拉 IV；提图斯·卢克莱修·特里基皮蒂努斯 II
- 前503年 梅内尼乌斯·阿格里帕·拉纳图斯；普布利乌斯·波斯图米乌斯·图贝尔图斯 II
- 前502年 奥皮特尔·维尔吉尼乌斯·特里科斯图斯；斯普里乌斯·卡西乌斯·维凯利努斯（或维斯凯利努斯）I
- 前501年 波斯图米乌斯·科米尼乌斯·奥鲁恩库斯 I；提图斯·拉尔基乌斯·弗拉乌斯（或鲁弗斯）I
  - 独裁官：提图斯·拉尔基乌斯·弗拉乌斯
- 前500年 塞尔维乌斯·苏尔皮基乌斯·卡梅里努斯·科尔努图斯；马尼乌斯·图利乌斯·洛恩古斯

### 前490年代
- 前499年 提图斯·阿埃布蒂乌斯·赫尔瓦；普布利乌斯（或盖乌斯）·维图里乌斯·格米努斯·基库里努斯
- 前498年 提图斯·拉尔基乌斯·弗拉乌斯 II；昆图斯·克洛埃利乌斯·西库卢斯
- 前497年 奥卢斯·塞姆普罗尼乌斯·阿特拉蒂努斯 I；马尔库斯·米努基乌斯·奥古里努斯 I
- 前496年 奥卢斯·波斯图米乌斯·阿尔布斯·雷吉雷恩西斯；提图斯·维尔吉尼乌斯·特里科斯图斯·卡埃利奥蒙塔努斯
- 前495年 阿庇乌斯·克劳狄·萨比努斯；普布利乌斯·塞尔维利乌斯·普里斯库斯·斯特鲁克图斯
- 前494年 奥卢斯·维尔吉尼乌斯·特里科斯图斯·卡埃利奥蒙塔努斯；提图斯·维图里乌斯·格米努斯·基库里努斯
- 前493年 斯普里乌斯·卡西乌斯·维凯利努斯 II；波斯图米乌斯·科米尼乌斯·奥鲁恩库斯 II
- 前492年 提图斯·格加尼乌斯·马凯里努斯；普布利乌斯·米努基乌斯·奥古里努斯
- 前491年 马尔库斯·米努基乌斯·奥古里努斯 II；奥卢斯·塞姆普罗尼乌斯·阿特拉蒂努斯 II
- 前490年 昆图斯·苏尔皮基乌斯·卡梅里努斯·科尔努图斯；斯普里乌斯·拉尔基乌斯·鲁弗斯（或弗拉乌斯）II

### 前480年代
- 前489年 盖乌斯·尤利乌斯·尤卢斯 I；普布利乌斯·皮纳里乌斯·马梅尔蒂努斯·鲁弗斯
- 前488年 斯普里乌斯·纳乌蒂乌斯·鲁蒂卢斯；塞克斯图斯·弗里乌斯
- 前487年 提图斯·西基尼乌斯（或萨比努斯）；盖乌斯·阿基利乌斯·图斯库斯
- 前486年 斯普里乌斯·卡西乌斯·维凯利努斯 III；普罗库卢斯·维尔吉尼乌斯·特里科斯图斯·鲁蒂卢斯
- 前485年 塞尔维乌斯·科尔内利乌斯·马卢吉内恩西斯；昆图斯·费边·维布拉努斯 I
- 前484年 卢基乌斯·埃米利乌斯·马梅尔基努斯（或马梅尔库斯）I；凯索·费边·维布拉努斯 I
- 前483年 马尔库斯·费边·维布拉努斯 I；卢基乌斯·瓦莱里乌斯·波蒂图斯
- 前482年 昆图斯·费边·维布拉努斯 II；盖乌斯·尤利乌斯·尤卢斯 II
- 前481年 凯索·费边·维布拉努斯 II；斯普里乌斯·弗里乌斯·弗苏斯
- 前480年 马尔库斯·费边·维布拉努斯 II；格奈乌斯·曼利乌斯·钦钦纳图斯

### 前470年代
- 前479年 凯索·费边·维布拉努斯 III；提图斯·维尔吉尼乌斯·特里科斯图斯·鲁蒂卢斯
- 前478年 卢基乌斯·埃米利乌斯·马梅尔基努斯（或马梅尔库斯）II；盖乌斯·塞尔维利乌斯·斯特鲁克图斯·阿哈拉
  - 补任：奥皮特尔·维尔吉尼乌斯·埃斯奎利努斯
- 前477年 盖乌斯（或马尔库斯）·霍拉蒂乌斯·普尔维卢斯 I；提图斯·梅内尼乌斯·拉纳图斯
- 前476年 奥卢斯·维尔吉尼乌斯·特里科斯图斯·鲁蒂卢斯；斯普里乌斯·塞尔维利乌斯·斯特鲁克图斯
- 前475年 盖乌斯·纳乌蒂乌斯·鲁蒂卢斯 I；普布利乌斯·瓦莱里乌斯·普布利科拉 I
- 前474年 卢基乌斯·弗里乌斯·梅杜利努斯；奥卢斯·曼利乌斯·乌尔索
- 前473年 卢基乌斯·埃米利乌斯·马梅尔基努斯（或马梅尔库斯）III；沃皮斯库斯·尤利乌斯·尤卢斯
- 前472年 卢基乌斯·皮纳里乌斯·马梅尔基努斯·鲁弗斯；普布利乌斯·弗里乌斯·梅杜利努斯·弗苏斯
- 前471年 阿庇乌斯·克劳狄·克拉苏 I；提图斯·昆克蒂乌斯·卡皮托利努斯·巴尔巴图斯 I
- 前470年 卢基乌斯·瓦莱里乌斯·波蒂图斯 II；提贝里乌斯·埃米利乌斯·马梅尔基努斯（或马梅尔库斯）I

### 前460年代
- 前469年 提图斯·努米基乌斯·普里斯库斯；奥卢斯·维尔吉尼乌斯·卡埃利奥蒙塔努斯
- 前468年 提图斯·昆克蒂乌斯·卡皮托利努斯·巴尔巴图斯 II；昆图斯·塞尔维利乌斯·普里斯库斯 I
- 前467年 昆图斯·费边·维布拉努斯 I；提贝里乌斯·埃米利乌斯·马梅尔基努斯（或马梅尔库斯）II
- 前466年 昆图斯·塞尔维利乌斯·普里斯库斯 II；斯普里乌斯·波斯图米乌斯·阿尔比努斯·雷吉雷恩西斯
- 前465年 昆图斯·费边·维布拉努斯 II；提图斯·昆克蒂乌斯·卡皮托利努斯·巴尔巴图斯 III
- 前464年 奥卢斯·波斯图米乌斯·阿尔比努斯·雷吉雷恩西斯；斯普里乌斯·弗里乌斯·梅杜利努斯·弗苏斯
- 前463年 普布利乌斯·塞尔维利乌斯·普里斯库斯；卢基乌斯·埃布蒂乌斯·赫尔瓦
- 前462年 卢基乌斯·卢克莱修·特里基皮蒂努斯；提图斯·维图里乌斯·格米努斯·基库里努斯
- 前461年 普布利乌斯·沃卢姆尼乌斯·阿米恩蒂努斯·加卢斯；塞尔维乌斯（或普布利乌斯）·苏尔皮基乌斯·卡梅里努斯·科尔努图斯
- 前460年 普布利乌斯·瓦莱里乌斯·普布利科拉 II；盖乌斯·克劳狄·伊恩雷吉尔雷恩西斯·萨比努斯
  - 补任：卢基乌斯·昆克蒂乌斯·钦钦纳图斯

### 前450年代
- 前459年 昆图斯·费边·维布拉努斯 III；卢基乌斯·科尔内利乌斯·马卢吉内恩西斯·乌里蒂努斯
- 前458年 盖乌斯·纳乌蒂乌斯·鲁蒂卢斯 II；卢基乌斯·米努基乌斯·埃斯奎利努斯·奥古里努斯
  - 独裁官：卢基乌斯·昆克蒂乌斯·钦钦纳图斯
- 前457年 盖乌斯（或马尔库斯）·霍拉蒂乌斯·普尔维卢斯 II；昆图斯·米努基乌斯·埃斯奎利努斯
- 前456年 马尔库斯·瓦莱里乌斯·马克西穆斯·拉克图卡；斯普里乌斯·维尔吉尼乌斯·特里科斯图斯·卡埃利奥蒙塔努斯
- 前455年 提图斯·罗米利乌斯·罗库斯·瓦蒂卡努斯；盖乌斯·维图里乌斯·基库里努斯
- 前454年 斯普里乌斯·塔尔佩伊乌斯·蒙塔努斯·卡皮托利努斯；奥卢斯·阿特尔尼乌斯·瓦鲁斯·弗恩蒂纳利斯
- 前453年 普布利乌斯·库里阿蒂乌斯·费斯图斯·特里格米努斯；塞克斯图斯·昆克蒂利乌斯
- 前452年 提图斯·梅内尼乌斯·拉纳图斯；普布利乌斯·塞斯蒂乌斯·卡皮托利努斯·瓦蒂卡努斯
- 前451年[a] 阿庇乌斯·克劳狄·克拉苏 II；提图斯·格努基乌斯·奥古里努斯
- 前450年 十人委员会[b]

### 前440年代
- 前449年[c] 卢基乌斯·瓦莱里乌斯·波蒂图斯；马尔库斯·霍拉蒂乌斯·巴尔巴图斯
- 前448年 拉尔斯（或斯普里乌斯）·赫尔米尼乌斯·科里蒂内萨努斯；提图斯·维尔吉尼乌斯·特里科斯图斯·卡埃利奥蒙塔努斯
- 前447年 马尔库斯·格加尼乌斯·马凯里努斯 I；盖乌斯·尤利乌斯·尤卢斯 I
- 前446年 提图斯·昆克蒂乌斯·卡皮托利努斯·巴尔巴图斯 IV；阿格里帕·弗里乌斯·弗苏斯
- 前445年 马尔库斯·格努基乌斯·奥古里努斯；盖乌斯（或阿格里帕）·库尔蒂乌斯·斐洛（或基洛）
- 前444年 军政官[d]
  - 执政官：[e]卢基乌斯·帕皮里乌斯·穆吉拉努斯；卢基乌斯·塞姆普罗尼乌斯·阿特拉蒂努斯
- 前443年 马尔库斯·格加尼乌斯·马凯里努斯 II；提图斯·昆克蒂乌斯·卡皮托利努斯·巴尔巴图斯 V
- 前442年 马尔库斯·费边·维布拉努斯；波斯图米乌斯·埃布蒂乌斯·赫尔瓦·科尔尼凯恩
- 前441年 盖乌斯·弗里乌斯·帕基卢斯·弗苏斯；马尔库斯（或马尼乌斯）·帕皮里乌斯·克拉苏
- 前440年 普罗库卢斯·格加尼乌斯·马凯里努斯；卢基乌斯·梅内尼乌斯·拉纳图斯[f]

### 前430年代
- 前439年 提图斯·昆克蒂乌斯·卡皮托利努斯·巴尔巴图斯 VI；阿格里帕·梅内尼乌斯·拉纳图斯
  - 独裁官：卢基乌斯·昆克蒂乌斯·钦钦纳图斯
- 前438年 军政官
- 前437年 马尔库斯·格加尼乌斯·马凯里努斯 III；卢基乌斯·塞尔吉乌斯·费德纳斯 I
- 前436年 卢基乌斯·帕皮里乌斯·克拉苏；马尔库斯·科尔内利乌斯·马卢吉内恩西斯
- 前435年 盖乌斯·尤利乌斯·尤卢斯 II；卢基乌斯（或普罗库卢斯）·维尔吉尼乌斯·特里科斯图斯 I
- 前434年 盖乌斯·尤利乌斯·尤卢斯 III[g]；卢基乌斯（或普罗库卢斯）·维尔吉尼乌斯·特里科斯图斯 II[h]
  - 军政官[i]
- 前433年 军政官
- 前432年 军政官
- 前431年 提图斯·昆克蒂乌斯·佩恩努斯·钦钦纳图斯 I；盖乌斯（或格奈乌斯）·尤利乌斯·门托
- 前430年 卢基乌斯（或盖乌斯）·帕皮里乌斯·克拉苏；卢基乌斯·尤利乌斯·尤卢斯

### 前420年代
- 前429年 卢基乌斯·塞尔吉乌斯·费德纳斯 II；霍斯图斯·卢克莱修·特里基皮蒂努斯
- 前428年 提图斯·昆克蒂乌斯·佩恩努斯·钦钦纳图斯 II；奥卢斯·科尔内利乌斯·科苏斯
- 前427年 盖乌斯·塞尔维利乌斯·阿哈拉；卢基乌斯·帕皮里乌斯·姆吉尔拉努斯
- 前426年 军政官
- 前425年 军政官
- 前424年 军政官
- 前423年 盖乌斯·塞姆普罗尼乌斯·阿特拉蒂努斯；昆图斯·费边·维布拉努斯·阿姆布斯图斯 I
- 前422年 军政官
- 前421年 格奈乌斯（或努梅里乌斯）·费边·维布拉努斯；提图斯·昆克蒂乌斯·卡皮托利努斯·巴尔巴图斯
- 前420年 军政官

### 前410年代
- 前419年 军政官
- 前418年 军政官
- 前417年 军政官
- 前416年 军政官
- 前415年 军政官
- 前414年 军政官
- 前413年 奥卢斯·科尔内利乌斯·科斯苏斯；卢基乌斯·弗里乌斯·梅杜利努斯 I
- 前412年 昆图斯·费边·维布拉努斯·阿姆布斯图斯 II；盖乌斯·弗里乌斯·帕基卢斯
- 前411年 卢基乌斯·帕皮里乌斯·姆吉尔拉努斯（或阿特拉蒂努斯）；斯普里乌斯·纳乌蒂乌斯·鲁蒂卢斯
- 前410年 马尼乌斯·埃米利乌斯·马梅尔基努斯；盖乌斯·瓦莱里乌斯·波蒂图斯·沃卢苏斯

### 前400年代
- 前409年 格奈乌斯·科尔内利乌斯·科斯苏斯；卢基乌斯·弗里乌斯·梅杜利努斯 II
- 前408年 军政官
- 前407年 军政官
- 前406年 军政官
- 前405年 军政官
- 前404年 军政官
- 前403年 军政官
- 前402年 军政官
- 前401年 军政官
- 前400年 军政官
- 前400年 军政官

### 前390年代
- 前399年 军政官
- 前398年 军政官
- 前397年 军政官
- 前396年 军政官
- 前395年 军政官
- 前394年 军政官
  - 独裁官：马尔库斯·弗里乌斯·卡米鲁斯
- 前393年 卢基乌斯·瓦莱里乌斯·波蒂图斯 I；普布利乌斯（或塞尔维乌斯）·科尔内利乌斯·马鲁吉内恩西斯
  - 补任：卢基乌斯·卢克莱修·特里基皮蒂努斯·弗拉乌斯；塞尔维乌斯·苏尔皮基乌斯·卡梅里努斯
- 前392年 卢基乌斯·瓦莱里乌斯·波蒂图斯 II；马尔库斯·曼利乌斯·卡皮托利努斯
- 前391年 军政官
- 前390年 卢基乌斯·瓦莱里乌斯·波蒂图斯 II；马尔库斯·曼利乌斯
  - 军政官[j]

### 前380年代
- 前389年 军政官
- 前388年 独裁官：马尔库斯·弗里乌斯·卡米鲁斯
  - 军政官[k]
- 前387年 军政官
- 前386年 军政官
- 前385年 独裁官：马尔库斯·弗里乌斯·卡米鲁斯
  - 军政官[l]
- 前384年 军政官
- 前383年 军政官
- 前382年 军政官
- 前381年 军政官
- 前380年 独裁官：马尔库斯·弗里乌斯·卡米鲁斯
  - 军政官

### 前370年代
- 前379年 军政官
- 前378年 普布利乌斯·曼利乌斯；卢基乌斯·尤利乌斯
  - 军政官
- 前377年 军政官
- 前376年 军政官
- 前375年 军政官
- 前374年 军政官
- 前373年 军政官
- 前372年 军政官
- 前371年 军政官[m]
- 前370年 军政官

### 前360年代
- 前369年 军政官
- 前368年 军政官
- 前367年 军政官
- 前366年[n] 卢基乌斯·埃米利乌斯·马梅尔基努斯 I；卢基乌斯·塞克斯蒂乌斯
- 前365年 卢基乌斯·格努基乌斯·阿文蒂内恩西斯 I；昆图斯·塞尔维利乌斯·阿哈拉 I
- 前364年 盖乌斯·李锡尼·斯托洛 I；盖乌斯·苏尔皮基乌斯·佩蒂库斯 I
- 前363年 卢基乌斯·埃米利乌斯·马梅尔基努斯 II；格奈乌斯·格努基乌斯·阿文蒂内恩西斯
- 前362年 卢基乌斯·格努基乌斯·阿文蒂内恩西斯 II；昆图斯·塞尔维利乌斯·阿哈拉 II
- 前361年 盖乌斯·李锡尼·斯托洛 II；盖乌斯·苏尔皮基乌斯·佩蒂库斯 II
- 前360年 马尔库斯·费边·安布斯图斯 I；盖乌斯·波埃特利努斯·利波·维索卢斯 I

### 前350年代
- 前359年 马尔库斯·波皮利乌斯·拉埃纳斯 I；格奈乌斯·曼利乌斯·卡皮托利努斯·因佩里奥苏斯 I
- 前358年 盖乌斯·费边·安布斯图斯；盖乌斯·普拉乌蒂乌斯·普罗库卢斯
- 前357年 格奈乌斯·曼利乌斯·卡皮托利努斯·因佩里奥苏斯 II；盖乌斯·马尔基乌斯·鲁蒂卢斯 I
- 前356年 马尔库斯·费边·安布斯图斯 II；马尔库斯·波皮利乌斯·拉埃纳斯 II
- 前355年 盖乌斯·苏尔皮基乌斯·佩蒂库斯 III；马尔库斯·瓦莱里乌斯·波普利科拉 I
- 前354年 马尔库斯·费边·安布斯图斯 III；提图斯·昆克蒂乌斯·波埃努斯·卡皮托利努斯·克里斯皮努斯 I
- 前353年 盖乌斯·苏尔皮基乌斯·佩蒂库斯 IV；马尔库斯·瓦莱里乌斯·波普利科拉 II
- 前352年 盖乌斯·马尔基乌斯·鲁蒂卢斯 II；普布利乌斯·瓦莱里乌斯·波普利科拉
- 前351年 盖乌斯·苏尔皮基乌斯·佩蒂库斯 V；提图斯·昆克蒂乌斯·波埃努斯·卡皮托利努斯·克里斯皮努斯 II
- 前350年 马尔库斯·波皮利乌斯·拉埃纳斯 III；卢基乌斯·科尔内利乌斯·西庇阿

### 前340年代
- 前349年 卢基乌斯·弗里乌斯·卡米卢斯；阿庇乌斯·克劳狄·克拉苏·因雷吉莱恩西斯
- 前348年 马尔库斯·瓦莱里乌斯·科尔乌斯 I；马尔库斯·波皮利乌斯·拉埃纳斯 IV
- 前347年 盖乌斯·普拉乌蒂乌斯·维诺克斯（或维诺）·希普萨埃奥；提图斯·曼利乌斯·因佩里奥苏斯·托尔卡图斯 I
- 前346年 马尔库斯·瓦莱里乌斯·科尔乌斯 II；盖乌斯·波埃特利努斯·利波·维索卢斯 II
- 前345年 马尔库斯·费边·多尔苏奥；塞尔维乌斯·苏尔皮基乌斯·卡梅里努斯·鲁弗斯
- 前344年 盖乌斯·马尔基乌斯·鲁蒂卢斯 III；提图斯·曼利乌斯·因佩里奥苏斯·托尔卡图斯 II
- 前343年 马尔库斯·瓦莱里乌斯·科尔乌斯 III；奥卢斯·科尔内利乌斯·科苏斯·阿尔维纳 I
- 前342年 昆图斯·塞尔维利乌斯·阿哈拉 III；盖乌斯·马尔基乌斯·鲁蒂卢斯 IV
- 前341年 盖乌斯·普拉乌蒂乌斯·维诺克斯（或维诺）；卢基乌斯·埃米利乌斯·马梅尔基努斯·普里维尔纳斯
- 前340年 提图斯·曼利乌斯·因佩里奥苏斯·托尔卡图斯 III；普布利乌斯·德西乌斯·穆斯

### 前330年代
- 前339年 昆图斯·普布利利乌斯·斐洛 I；提贝里乌斯·埃米利乌斯·马梅尔基努斯
- 前338年 卢基乌斯·弗里乌斯·卡米卢斯 I；盖乌斯·迈尼乌斯
- 前337年 盖乌斯·苏尔皮基乌斯·隆古斯 I；普布利乌斯·埃利乌斯·帕埃图斯
- 前336年 卢基乌斯·帕皮里乌斯·克拉苏；凯索（或盖乌斯）·杜伊利乌斯
- 前335年 马尔库斯·阿蒂利乌斯·雷古鲁斯·卡雷努斯；马尔库斯·瓦莱里乌斯·科尔乌斯 IV
- 前334年 提图斯·维图里乌斯·卡尔维努斯 I；斯普里乌斯·波斯图米乌斯·阿尔比努斯（或考迪努斯）I
- 前333年 独裁官：普布利乌斯·科尔内利乌斯·鲁菲努斯
- 前332年 格奈乌斯·多米蒂乌斯·卡尔维努斯；奥卢斯·科尔内利乌斯·科苏斯·阿尔维纳 II
- 前331年 盖乌斯·瓦莱里乌斯·波蒂图斯（或弗拉库斯）；马尔库斯·克劳狄·马尔凯卢斯
- 前330年 卢基乌斯·帕皮里乌斯·克拉苏 I；卢基乌斯·普拉乌蒂乌斯·维诺

### 前320年代
- 前329年 卢基乌斯·埃米利乌斯·马梅尔基努斯·普里维尔纳斯 II；盖乌斯·普拉乌蒂乌斯·德基安努斯
- 前328年 卢基乌斯·帕皮里乌斯·克拉苏 II；卢基乌斯·普拉乌蒂乌斯·维诺克斯（或维诺）
- 前327年 卢基乌斯·科尔内利乌斯·莱恩图卢斯；昆图斯·普布利利乌斯·斐洛 II
- 前326年 卢基乌斯·帕皮里乌斯·库尔索尔 I；盖乌斯·波埃特利乌斯·利波·维索卢斯；
- 前335年 卢基乌斯·弗里乌斯·卡米卢斯 II；德基姆斯·尤尼乌斯·布鲁图·斯卡埃瓦
- 前324年 独裁官：卢基乌斯·帕皮里乌斯·库尔索尔
- 前323年 盖乌斯·苏尔皮基乌斯·隆古斯 II；昆图斯·奥利乌斯·凯雷塔努斯 I
- 前322年 昆图斯·费边·马克西姆斯·鲁利安努斯 I； 卢基乌斯·弗尔维乌斯·库尔乌斯
- 前321年 提图斯·维图里乌斯·卡尔维努斯 II；斯普里乌斯·波斯图米乌斯·阿尔比努斯（或考迪努斯）II
- 前320年 卢基乌斯·帕皮里乌斯·库尔索尔 II；昆图斯·普布利利乌斯·斐洛 III

### 前310年代
- 前319年 卢基乌斯·帕皮里乌斯·库尔索尔 III；昆图斯·奥利乌斯·凯雷塔努斯 II
- 前318年 马尔库斯·佛斯利乌斯（或佛利乌斯）·弗拉克基纳托尔；卢基乌斯·普拉乌蒂乌斯·维诺克斯（或维诺）
- 前317年 盖乌斯·尤尼乌斯·布布尔库斯·布鲁图 I；昆图斯·埃米利乌斯·巴尔布拉
- 前316年 斯普里乌斯·纳乌蒂乌斯·鲁蒂卢斯；马尔库斯·波皮利乌斯·拉埃纳斯
- 前315年 卢基乌斯·帕皮里乌斯·库尔索尔 IV；昆图斯·普布利利乌斯·斐洛 IV
- 前314年 马尔库斯·波埃特利乌斯·利波；盖乌斯·苏尔皮基乌斯·隆古斯 III
- 前313年 卢基乌斯·帕皮里乌斯·库尔索尔 V；盖乌斯·尤尼乌斯·布布尔库斯·布鲁图 II
- 前312年 普布利乌斯·德西乌斯·穆斯 I；马尔库斯·瓦莱里乌斯·马克西穆斯·科尔里努斯
- 前311年 盖乌斯·尤尼乌斯·布布尔库斯·布鲁图 III；昆图斯·埃米利乌斯·巴尔布拉 II
- 前310年 昆图斯·费边·马克西穆斯·鲁利安努斯 II；盖乌斯·马尔基乌斯·鲁蒂卢斯（或肯索里努斯）

### 前300年代
- 前309年 独裁官：卢基乌斯·帕皮里乌斯·库尔索尔
- 前308年 普布利乌斯·德西乌斯·穆斯 II；昆图斯·费边·马克西穆斯·鲁利安努斯 III
- 前307年 阿庇乌斯·克劳狄·卡埃库斯；卢基乌斯·沃伦尼乌斯·弗拉马·维奥莱恩斯
- 前306年 昆图斯·马尔基乌斯·特雷穆卢斯 I；普布利乌斯·科尔内利乌斯·阿尔维纳 I
- 前305年 卢基乌斯·波斯图米乌斯·梅格卢斯 I；提贝里乌斯·米努基乌斯·奥古里努斯 
  - 补任：马尔库斯·弗尔维乌斯·库尔乌斯·帕埃蒂努斯
- 前304年 普布利乌斯·塞姆普罗尼乌斯·索弗斯；普布利乌斯·苏尔皮基乌斯·萨维里奥
- 前303年 塞尔维乌斯·科尔内利乌斯·莱恩图卢斯；卢基乌斯·格努基乌斯·阿维恩蒂内恩西斯
- 前302年 马尔库斯·李维·登特尔；马尔库斯·埃米利乌斯·保卢斯
- 前301年 独裁官：马尔库斯·瓦莱里乌斯·马克西穆斯·鲁利安努斯
- 前300年 马尔库斯·瓦莱里乌斯·科尔乌斯 V；基恩图斯·阿普莱伊乌斯·蓬萨

### 前290年代
- 前299年 马尔库斯·弗尔维乌斯·帕埃蒂努斯；提图斯·曼利乌斯·托尔卡图斯 
  - 补任：马尔库斯·瓦莱里乌斯·科尔乌斯 VI
- 前298年 卢基乌斯·科尔内利乌斯·西庇阿·巴尔巴图斯；格奈乌斯·弗尔维乌斯·马克西穆斯·凯恩图马卢斯
- 前297年 昆图斯·费边·马克西穆斯·鲁利安努斯 IV；普布利乌斯·德西乌斯·穆斯 III
- 前296年 阿庇乌斯·克劳狄·卡埃库斯 II；卢基乌斯·沃卢姆尼乌斯·弗拉马·维奥莱恩斯 II
- 前295年 昆图斯·费边·马克西穆斯·鲁利安努斯 V；普布利乌斯·德西乌斯·穆斯 IV
- 前294年 卢基乌斯·波斯图米乌斯·梅格鲁斯 II；马尔库斯·阿蒂利乌斯·雷古鲁斯
- 前293年 卢基乌斯·帕皮里乌斯·库尔索尔 I；斯普里乌斯·卡尔维利乌斯·马克西穆斯 I
- 前292年 昆图斯·费边·马克西穆斯·古尔格斯；迪基姆斯·尤尼乌斯·布鲁图·斯卡埃瓦
- 前291年 卢基乌斯·波斯图米乌斯·梅格鲁斯 III；盖乌斯·尤尼乌斯·布布尔库斯·布鲁图 I
- 前290年 马尼乌斯·库里乌斯·登塔图斯 I；普布利乌斯·科尔内利乌斯·鲁菲努斯 I

### 前280年代
- 前289年 马尔库斯·瓦莱里乌斯·马克西穆斯·科尔维努斯 II；昆图斯·卡埃迪基乌斯·诺克图阿
- 前288年 昆图斯·马尔基乌斯·特雷穆卢斯 II；普布利乌斯·科尔内利乌斯·阿尔维纳 II
- 前287年 马尔库斯·克劳狄·马尔凯鲁斯；盖乌斯·纳乌蒂乌斯·鲁蒂卢斯
- 前286年 马尔库斯·瓦莱里乌斯·马克西穆斯（或波蒂图斯）； 盖乌斯·埃利乌斯·帕埃图斯
- 前285年 盖乌斯·克劳狄·卡尼纳 I；马尔库斯·埃米利乌斯·雷必达
- 前284年 卢基乌斯·卡埃基利乌斯·梅特鲁斯·登特尔；盖乌斯·塞尔维利乌斯·图克卡
  - 补任：马尼乌斯·库里乌斯·登塔图斯 II
- 前283年 普布利乌斯·科尔内利乌斯·多拉贝拉；格奈乌斯·多米蒂乌斯·卡尔维努斯·马克西姆斯
- 前282年 盖乌斯·法布里基乌斯·卢斯基努斯 I；昆图斯·埃米利乌斯·帕普斯 I
- 前281年 卢基乌斯·埃米利乌斯·巴尔布拉；昆图斯·马尔基乌斯·菲利普斯
- 前280年 普布利乌斯·瓦莱里乌斯·拉埃维努斯；提贝里乌斯·科伦卡尼乌斯

### 前270年代
- 前279年 普布利乌斯·苏尔皮基乌斯·萨维里奥；普布利乌斯·德西乌斯·穆斯
- 前278年 盖乌斯·法布里基乌斯·卢斯基努斯 II；昆图斯·埃米利乌斯·帕普斯 II
- 前277年 普布利乌斯·科尔内利乌斯·鲁菲努斯 II；盖乌斯·尤尼乌斯·布布尔库斯·布鲁图 II
- 前276年 昆图斯·费边·马克西姆斯·古尔格斯 II；盖乌斯·格努基乌斯·克雷普西纳 I
- 前275年 马尼乌斯·库里乌斯·登塔图斯 III；卢基乌斯·科尔内利乌斯·莱恩图卢斯
- 前274年 马尼乌斯·库里乌斯·登塔图斯 IV；塞尔维乌斯·科尔内利乌斯·梅伦达
- 前273年 盖乌斯·费边·多尔索·李锡尼；盖乌斯·克劳狄·卡尼纳 II
- 前272年 卢基乌斯·帕皮里乌斯·库尔索尔 II；斯普里乌斯·卡尔维利乌斯·马克西穆斯 II
- 前271年 盖乌斯（或凯索）·昆克蒂乌斯·克劳杜斯；卢基乌斯·格努基乌斯·克雷普西纳
- 前270年 盖乌斯·格努基乌斯·克雷普西纳 II；格奈乌斯·科尔内利乌斯·布拉西奥

### 前260年代
- 前269年 昆图斯·奥古尔尼乌斯·加鲁斯；盖乌斯·费边·皮克托尔
- 前268年 普布利乌斯·塞姆普罗尼乌斯·索普胡斯；阿庇乌斯·克劳狄·鲁苏斯
- 前267年 马尔库斯·阿蒂利乌斯·雷古鲁斯 I；卢基乌斯·尤利乌斯·利博
- 前266年 迪基姆斯·尤尼乌斯·佩拉；努梅里乌斯·费边·皮克托尔
- 前265年 昆图斯·费边·马克西穆斯·古尔格斯；卢基乌斯·马米利乌斯·维图鲁斯
- 前264年 阿庇乌斯·克劳狄·考德克斯；马尔库斯·弗尔维乌斯·弗拉库斯
- 前263年 马尼乌斯·瓦莱里乌斯·马克西穆斯（或梅萨拉）；马尼乌斯·奥塔基利乌斯·克拉苏
- 前262年 卢基乌斯·波斯图米乌斯（或阿尔比努斯）·梅格鲁斯；昆图斯·马米利乌斯·维图鲁斯
- 前261年 卢基乌斯·瓦莱里乌斯·弗拉库斯；提贝里乌斯·奥塔基利乌斯·克拉苏
- 前260年 盖乌斯·杜伊利乌斯；格奈乌斯·科尔内利乌斯·西庇阿·阿西纳 I

### 前250年代
- 前259年 卢基乌斯·科尔内利乌斯·西庇阿；盖乌斯·阿基利乌斯·弗洛鲁斯
- 前258年 奥卢斯·阿蒂利乌斯·卡拉蒂努斯 I；盖乌斯·苏尔皮基乌斯·帕特尔库卢斯
- 前257年 盖乌斯·阿蒂利乌斯·雷古鲁斯；克奈乌斯·科尔内利乌斯·布拉西奥 II
- 前256年 卢基乌斯·曼利乌斯·乌尔索·隆古斯 I；昆图斯·卡埃迪基乌斯
  - 补任：马尔库斯·阿蒂利乌斯·雷古鲁斯 II
- 前255年 塞尔维乌斯·弗尔维乌斯·帕埃蒂努斯·诺比利奥尔；马尔库斯·埃米利乌斯·保卢斯
- 前254年 格奈乌斯·科尔内利乌斯·西庇阿·阿西纳 II；奥卢斯·阿蒂利乌斯·卡拉蒂努斯 II
- 前253年 格奈乌斯·塞尔维利乌斯·卡埃皮奥；盖乌斯·塞姆普罗尼乌斯·布拉埃苏斯 I
- 前252年 盖乌斯·奥雷利乌斯·科塔 I；普布利乌斯·塞尔维利乌斯·格米努斯 I
- 前251年 卢基乌斯·卡埃基利乌斯·梅特鲁斯 I；盖乌斯·弗里乌斯·帕基卢斯
- 前250年 盖乌斯·阿蒂利乌斯·雷古鲁斯 II；卢基乌斯·曼利乌斯·乌尔索·隆古斯 II

### 前240年代
- 前249年 普布利乌斯·克劳狄·普尔克尔；卢基乌斯·尤尼乌斯·普卢斯
- 前248年 盖乌斯·奥雷利乌斯·科塔 II；普布利乌斯·塞尔维利乌斯·格米努斯 II
- 前247年 卢基乌斯·卡埃基利乌斯·梅特鲁斯 II；努梅里乌斯（或马尔库斯）·费边·布特奥
- 前246年 马尼乌斯·奥塔基利乌斯·克拉苏 II；马尔库斯·费边·利基努斯
- 前245年 马尔库斯·费边·布特奥；盖乌斯·阿蒂利乌斯·布尔布斯
- 前244年 奥卢斯·曼利乌斯·托尔卡图斯·阿提库斯 I；盖乌斯·塞姆普罗尼乌斯·布拉埃苏斯 II
- 前243年 盖乌斯·芬达尼乌斯·芬杜卢斯；盖乌斯·苏尔皮基乌斯·加卢斯
- 前242年 盖乌斯·卢塔蒂乌斯·卡图卢斯；奥卢斯·波斯图米乌斯·阿尔比努斯
- 前241年 奥卢斯·曼利乌斯·托尔卡图斯·阿提库斯 II；昆图斯·卢塔蒂乌斯·凯尔科
- 前240年 盖乌斯·克劳狄·肯托；马尔库斯·塞姆普罗尼乌斯·图迪塔努斯

### 前230年代
- 前239年 盖乌斯·马米利乌斯·图里努斯；昆图斯·瓦莱里乌斯·法尔托
- 前238年 提贝里乌斯·塞姆普罗尼乌斯·格拉古；普布利乌斯·瓦莱里乌斯·法尔托
- 前237年 昆图斯·弗尔维乌斯·弗拉库斯 I；卢基乌斯·科尔内利乌斯·莱恩图鲁斯·卡乌迪努斯
- 前236年 普布利乌斯·科尔内利乌斯·莱恩图鲁斯·卡乌迪努斯；盖乌斯·李锡尼·瓦鲁斯
- 前235年 提图斯·曼利乌斯·托尔卡图斯 I；盖乌斯·阿蒂利乌斯·布尔布斯 II
- 前234年 卢基乌斯·波斯图米乌斯·阿尔比努斯 I；斯普里乌斯·卡尔维利乌斯·马克西姆斯·鲁加 I
- 前233年 昆图斯·费边·马克西穆斯·维尔鲁科苏斯 I；马尼乌斯·庞波尼乌斯·马托
- 前232年 马尔库斯·埃米利乌斯·雷必达 I；马尔库斯·普布利基乌斯·马尔雷奥鲁斯
- 前231年 马尔库斯·庞波尼乌斯·马托；盖乌斯·帕皮里乌斯·马索
- 前230年 马尔库斯·埃米利乌斯·巴尔布拉；马尔库斯·尤尼乌斯·佩拉

### 前220年代
- 前229年 卢基乌斯·波斯图米乌斯·阿尔比努斯 II；格奈乌斯·弗尔维乌斯·凯恩图马鲁斯
- 前228年 昆图斯·费边·马克西穆斯·维尔鲁科苏斯 II；斯普里乌斯·卡尔维利乌斯·马克西姆斯·鲁加 II
- 前227年 马尔库斯·阿蒂利乌斯·雷古鲁斯 I；普布利乌斯·瓦莱里乌斯·弗拉库斯
- 前226年 马尔库斯·瓦莱里乌斯·马克西穆斯·梅萨拉；卢基乌斯·阿普斯蒂乌斯·弗洛
- 前225年 盖乌斯·阿蒂利乌斯·雷古鲁斯；卢基乌斯·埃米利乌斯·帕普斯
- 前224年 昆图斯·弗尔维乌斯·弗拉库斯 II；提图斯·曼利乌斯·托尔卡图斯 II
- 前223年 盖乌斯·弗拉米尼 I；普布利乌斯·弗里乌斯·菲鲁斯
- 前222年 马尔库斯·克劳狄·马尔凯鲁斯 I；克奈乌斯·科尔内利乌斯·西庇阿·卡尔弗斯
- 前221年 普布利乌斯·科尔内利乌斯·西庇阿·阿西纳；马尔库斯·米努基乌斯·鲁弗斯
  - 补任：马尔库斯·埃米利乌斯·雷必达 II
  - 独裁官：昆图斯·费边·马克西穆斯·维尔鲁科苏斯
- 前220年 卢基乌斯·维图里乌斯·斐洛；盖乌斯·卢塔蒂乌斯·卡图卢斯

### 前210年代
- 前219年 卢基乌斯·埃米利乌斯·保卢斯 I；马尔库斯·李维·萨利纳托尔 I
- 前218年 普布利乌斯·科尔内利乌斯·西庇阿；提贝里乌斯·塞姆普罗尼乌斯·隆古斯
- 前217年 盖乌斯·弗拉米尼 II；盖乌斯·塞尔维利乌斯·格米努斯
  - 补任：马尔库斯·阿蒂利乌斯·雷古鲁斯 II
  - 独裁官：昆图斯·费边·马克西穆斯·维尔鲁科苏斯
- 前216年 卢基乌斯·埃米利乌斯·保卢斯 II；盖乌斯·特雷恩蒂乌斯·瓦罗
- 前215年 提贝里乌斯·塞姆普罗尼乌斯·格拉古 I；卢基乌斯·波斯图米乌斯·阿尔比努斯 III
  - 补任：马尔库斯·克劳狄·马尔凯鲁斯 II；昆图斯·费边·马克西穆斯·维尔鲁科苏斯 III[o]
- 前214年 昆图斯·费边·马克西穆斯·维尔鲁科苏斯 IV；马尔库斯·克劳狄·马尔凯鲁斯 III
- 前213年 提贝里乌斯·塞姆普罗尼乌斯·格拉古 II；昆图斯·费边·马克西姆斯
- 前212年 阿庇乌斯·克劳狄·普尔克尔；昆图斯·弗尔维乌斯·弗拉库斯 III
- 前211年 普布利乌斯·苏尔皮基乌斯·加尔巴·马克西姆斯 I；克奈乌斯·弗尔维乌斯·凯恩图马卢斯·马克西姆斯
- 前210年 马尔库斯·克劳狄·马尔凯鲁斯 IV；马尔库斯·瓦莱里乌斯·拉埃维努斯 II

### 前200年代
- 前209年 昆图斯·费边·马克西穆斯·维尔鲁科苏斯 V；昆图斯·弗尔维乌斯·弗拉库斯 IV
- 前208年 马尔库斯·克劳狄·马尔凯鲁斯 V；提图斯·昆克蒂乌斯·克里斯皮努斯
- 前207年 盖乌斯·克劳狄·尼禄；马尔库斯·李维·萨利纳托尔 II
- 前206年 卢基乌斯·维图里乌斯·斐洛；昆图斯·卡埃基利乌斯·梅特鲁斯
- 前205年 普布利乌斯·科尔内利乌斯·西庇阿·阿非利加努斯 I[p]；普布利乌斯·李锡尼·克拉苏·迪维斯
- 前204年 马尔库斯·科尔内利乌斯·凯特库斯；普布利乌斯·塞姆普罗尼乌斯·图迪塔努斯
- 前203年 克奈乌斯·塞尔维利乌斯·卡埃皮奥；盖乌斯·塞尔维利乌斯·格米努斯
- 前202年 提贝里乌斯·克劳狄·尼禄；马尔库斯·塞尔维利乌斯·普莱克斯·格米努斯
- 前201年 克奈乌斯·科尔内利乌斯·莱恩图卢斯；普布利乌斯·阿埃利乌斯·帕埃图斯
- 前200年 普布利乌斯·苏尔皮基乌斯·加尔巴·马克西姆斯 II；盖乌斯·奥雷里乌斯·科塔

### 前190年代
- 前199年 卢基乌斯·科尔内利乌斯·雷恩图鲁斯；普布利乌斯·维利乌斯·塔普鲁斯
- 前198年 提图斯·昆克蒂乌斯·弗拉米宁；塞克斯图斯·阿埃利乌斯·帕埃图斯·卡图斯
- 前197年 盖乌斯·科尔内利乌斯·凯特库斯；昆图斯·米努基乌斯·鲁弗斯
- 前196年 马尔库斯·克劳狄·马尔凯鲁斯；卢基乌斯·弗里乌斯·普尔普雷奥
- 前195年 马尔库斯·波尔基乌斯·加图；卢基乌斯·瓦莱里乌斯·弗拉库斯
- 前194年 普布利乌斯·科尔内利乌斯·西庇阿·阿非利加努斯 II；提贝里乌斯·塞姆普罗尼乌斯·隆古斯
- 前193年 卢基乌斯·科尔内利乌斯·梅鲁拉；奥卢斯·米努基乌斯·特尔姆斯
- 前192年 卢基乌斯·昆克蒂乌斯·弗拉米宁；克奈乌斯·多米蒂乌斯·阿赫诺巴布斯
- 前191年 普布利乌斯·科尔内利乌斯·西庇阿·纳西卡；马尼乌斯·阿基利乌斯·格拉布里奥
- 前190年 卢基乌斯·科尔内利乌斯·西庇阿·亚细亚提库斯；盖乌斯·拉埃利乌斯

### 前180年代
- 前189年 马尔库斯·弗尔维乌斯·诺比利奥尔；格奈乌斯·曼利乌斯·乌尔索
- 前188年 马尔库斯·瓦莱里乌斯·梅萨拉；盖乌斯·李维·萨利纳托尔
- 前187年 马尔库斯·埃米利乌斯·雷必达 I；盖乌斯·弗拉米尼
- 前186年 斯普里乌斯·波斯图米乌斯·阿尔比努斯；昆图斯·马尔基乌斯·菲利普斯 I
- 前185年 阿庇乌斯·克劳狄·普尔克尔；马尔库斯·塞姆普罗尼乌斯·图迪塔努斯
- 前184年 普布利乌斯·克劳狄·普尔克尔；卢基乌斯·波尔基乌斯·利基努斯
- 前183年 马尔库斯·克劳狄·马尔凯鲁斯；昆图斯·费边·拉比奥
- 前182年 卢基乌斯·埃米利乌斯·保卢斯·马其顿尼库斯 I；克奈乌斯·巴埃比乌斯·塔姆菲鲁斯
- 前181年 普布利乌斯·科尔内利乌斯·凯特古斯；马尔库斯·巴埃比乌斯·塔姆菲鲁斯
- 前180年 奥卢斯·波斯图米乌斯·阿尔比努斯（或卢斯库斯）；盖乌斯·卡尔普尔尼乌斯·皮索
  - 补任：昆图斯·弗尔维乌斯·弗拉库斯

### 前170年代
- 前179年 昆图斯·弗尔维乌斯·弗拉库斯；卢基乌斯·曼利乌斯·阿基迪努斯·弗尔维安努斯
- 前178年 马尔库斯·尤尼乌斯·布鲁图；奥卢斯·曼利乌斯·乌尔索
- 前177年 提贝里乌斯·塞姆普罗尼乌斯·格拉古 I；盖乌斯·克劳狄·普尔克尔
- 前176年 克奈乌斯·科尔内利乌斯·西庇阿·希斯帕卢斯；昆图斯·佩蒂利乌斯
  - 补任：盖乌斯·瓦莱里乌斯·拉埃维努斯
- 前175年 普布利乌斯·姆基乌斯·斯凯沃拉；马尔库斯·埃米利乌斯·雷必达 II
- 前174年 斯普里乌斯·波斯图米乌斯·阿尔比努斯·保卢鲁斯；昆图斯·姆基乌斯·斯凯沃拉
- 前173年 卢基乌斯·波斯图米乌斯·阿尔比努斯；马尔库斯·波皮利乌斯·拉埃纳斯
- 前172年 盖乌斯·波皮利乌斯·拉埃纳斯 I；普布利乌斯·埃利乌斯·利古斯
- 前171年 普布利乌斯·李锡尼·克拉苏；盖乌斯·卡西乌斯·隆吉努斯
- 前170年 奥卢斯·霍斯蒂利乌斯·曼基努斯；奥卢斯·阿蒂利乌斯·塞尔拉努斯

### 前160年代
- 前169年 昆图斯·马尔基乌斯·菲利普斯 II；格奈乌斯·塞尔维利乌斯·卡埃皮奥
- 前168年 卢基乌斯·埃米利乌斯·保卢斯·马其顿尼库斯 II；盖乌斯·李锡尼·克拉苏
- 前167年 昆图斯·埃利乌斯·帕埃图斯；马尔库斯·尤尼乌斯·佩恩努斯
- 前166年 马尔库斯·克劳狄·马尔凯鲁斯 I；盖乌斯·苏尔皮基乌斯·加尔巴
- 前165年 提贝里乌斯·曼利乌斯·托尔卡图斯；格奈乌斯·屋大维
- 前164年 奥卢斯·曼利乌斯·托尔卡图斯；昆图斯·卡西乌斯·隆吉努斯
- 前163年 提贝里乌斯·塞姆普罗尼乌斯·格拉古 II；马尔库斯·尤维恩蒂乌斯·塔尔纳
- 前162年 普布利乌斯·科尔内利乌斯·西庇阿·纳西卡·科尔库卢姆 I；盖乌斯·马尔基乌斯·菲古鲁斯 I
  - 补任：普布利乌斯·科尔内利乌斯·莱恩图鲁斯；格奈乌斯·多米蒂乌斯·阿赫诺巴布斯
- 前161年 马尔库斯·瓦莱里乌斯·梅萨拉；盖乌斯·法恩尼乌斯·斯特拉波
- 前160年 卢基乌斯·阿尼基乌斯·加鲁斯；马尔库斯·科尔内利乌斯·凯特古斯

### 前150年代
- 前159年 克奈乌斯·科尔内利乌斯·多拉贝拉；马尔库斯·弗尔维乌斯·诺比利奥尔
- 前158年 马尔库斯·埃米利乌斯·雷必达；盖乌斯·波皮利乌斯·拉埃纳斯 II
- 前157年 塞克斯图斯·尤利乌斯·凯撒；卢基乌斯·奥雷利乌斯·奥雷斯特斯
- 前156年 卢基乌斯·科尔内利乌斯·莱恩图鲁斯·卢普斯；盖乌斯·马尔基乌斯·菲古鲁斯 II
- 前155年 普布利乌斯·科尔内利乌斯·西庇阿·纳西卡·科尔库卢姆 II；马尔库斯·克劳狄·马尔凯鲁斯 II
- 前154年 昆图斯·奥皮米乌斯；卢基乌斯·波斯图米乌斯·阿尔比努斯
- 前153年 昆图斯·弗尔维乌斯·诺比利奥尔；提贝里乌斯·安尼乌斯·卢斯库斯
- 前152年 卢基乌斯·瓦莱里乌斯·弗拉库斯；马尔库斯·克劳狄·马尔凯鲁斯 III
- 前151年 卢基乌斯·李锡尼·卢库鲁斯；奥卢斯·波斯图米乌斯·阿尔比努斯
- 前150年 马尼乌斯·阿基利乌斯·巴尔布斯；提贝里乌斯·昆克蒂乌斯·弗拉米尼

### 前140年代
- 前149年 卢基乌斯·马尔基乌斯·凯恩索里努斯；马尼乌斯·曼利乌斯
- 前148年 斯普里乌斯·波斯图米乌斯·阿尔比努斯·马格努斯；卢基乌斯·卡尔普尔尼乌斯·皮索·卡埃索尼努斯
- 前147年 普布利乌斯·科尔内利乌斯·西庇阿·埃米利安努斯·阿非利加努斯 I[q]；盖乌斯·李维·德鲁苏斯
- 前146年 卢基乌斯·姆米乌斯·亚该亚库斯；格奈乌斯·科尔内利乌斯·莱恩图鲁斯
- 前145年 昆图斯·费边·马克西穆斯·埃米利安努斯；卢基乌斯·霍斯蒂利乌斯·曼基努斯
- 前144年 塞尔维乌斯·苏尔皮基乌斯·加尔巴；卢基乌斯·奥雷利乌斯·科塔
- 前143年 昆图斯·卡埃基利乌斯·梅特鲁斯·马其顿尼库斯；阿庇乌斯·克劳狄·普尔克尔
- 前142年 卢基乌斯·卡埃基利乌斯·梅特鲁斯·卡尔乌斯；昆图斯·费边·马克西姆斯·塞尔维利安努斯
- 前141年 克奈乌斯·塞尔维利乌斯·卡埃皮奥；昆图斯·庞培
- 前140年 盖乌斯·拉埃利乌斯·萨皮恩斯；昆图斯·塞尔维利乌斯·卡埃皮奥

### 前130年代
- 前139年 克奈乌斯·卡尔普尔尼乌斯·皮索；马尔库斯·波皮利乌斯·拉埃纳斯
- 前138年 普布利乌斯·科尔内利乌斯·西庇阿·纳西卡·塞拉皮奥；迪基姆斯·尤尼乌斯·布鲁图·加莱库斯
- 前137年 马尔库斯·埃米利乌斯·雷必达·波尔基纳；盖乌斯·霍斯蒂利乌斯·曼基努斯
- 前136年 卢基乌斯·弗里乌斯·斐鲁斯；塞克斯图斯·阿蒂利乌斯·塞尔拉努斯
- 前135年 塞尔维乌斯·弗尔维乌斯·弗拉库斯；昆图斯·卡尔普尔尼乌斯·皮索
- 前134年 普布利乌斯·科尔内利乌斯·西庇阿·埃米利安努斯·阿非利加努斯 II；盖乌斯·弗尔维乌斯·弗拉库斯
- 前133年 普布利乌斯·姆基乌斯·斯凯沃拉；卢基乌斯·卡尔普尔尼乌斯·皮索·弗鲁吉
- 前132年 普布利乌斯·波皮利乌斯·拉埃纳斯；普布利乌斯·鲁皮利乌斯
- 前131年 普布利乌斯·李锡尼·克拉苏·迪维斯·姆基安努斯；卢基乌斯·瓦莱里乌斯·弗拉库斯
- 前130年 卢基乌斯·科尔内利乌斯·莱恩图鲁斯；马尔库斯·佩尔佩尔纳
  - 补任：阿庇乌斯·克劳狄·尼禄

### 前120年代
- 前129年 盖乌斯·塞姆普罗尼乌斯·图迪塔努斯；马尼乌斯·阿基利乌斯
- 前128年 克奈乌斯·屋大维；提图斯·安尼乌斯·鲁弗斯
- 前127年 卢基乌斯·卡西乌斯·隆吉努斯·拉维拉；卢基乌斯·科尔内利乌斯·秦纳
- 前126年 马尔库斯·埃米利乌斯·雷必达；卢基乌斯·奥雷利乌斯·奥雷斯特斯
- 前125年 马尔库斯·弗尔维乌斯·弗拉库斯；马尔库斯·普拉乌蒂乌斯·希普萨埃乌斯
- 前124年 盖乌斯·卡西乌斯·隆吉努斯；盖乌斯·塞克斯蒂乌斯·卡尔维努斯
- 前123年 昆图斯·卡埃基利乌斯·梅特鲁斯·巴利阿里库斯；提图斯·昆克蒂乌斯·弗拉米尼
- 前122年 克奈乌斯·多米蒂乌斯·阿赫诺巴布斯；盖乌斯·法尼乌斯
- 前121年 卢基乌斯·奥皮米乌斯；昆图斯·费边·马克西姆斯·阿尔洛布罗吉库斯
- 前120年 盖乌斯·帕皮里乌斯·卡尔博；普布利乌斯·马尼利乌斯

### 前110年代
- 前119年 卢基乌斯·卡埃基利乌斯·梅特鲁斯·达尔马提库斯；卢基乌斯·奥雷利乌斯·科塔
- 前118年 马尔库斯·波尔基乌斯·加图；昆图斯·马尔基乌斯·雷克斯
- 前117年 卢基乌斯·卡埃基利乌斯·梅特鲁斯·迪亚德马图斯；昆图斯·姆基乌斯·斯凯沃拉·奥古尔
- 前116年 盖乌斯·李锡尼·格塔；昆图斯·费边·马克西姆斯·埃布尔努斯
- 前115年 马尔库斯·埃米利乌斯·斯卡乌鲁斯；马尔库斯·卡埃基利乌斯·梅特鲁斯
- 前114年 马尼乌斯·阿基利乌斯·巴尔布斯；盖乌斯·波尔基乌斯·加图
- 前113年 克奈乌斯·帕皮里乌斯·卡尔博；盖乌斯·卡埃基利乌斯·梅特鲁斯·卡普拉里乌斯
- 前112年 马尔库斯·李维·德鲁苏斯；卢基乌斯·卡尔普尔尼乌斯·皮索·卡埃索尼努斯
- 前111年 普布利乌斯·科尔内利乌斯·西庇阿·纳西卡·塞拉皮奥；卢基乌斯·卡尔普尔尼乌斯·贝斯蒂亚
- 前110年 马尔库斯·米努基乌斯·鲁弗斯；斯普里乌斯·波斯图米乌斯·阿尔比努斯

### 前100年代
- 前109年 昆图斯·卡埃基利乌斯·梅特鲁斯·努米底库斯；马尔库斯·尤尼乌斯·西拉努斯
- 前108年 塞尔维乌斯·苏尔皮基乌斯·加尔巴；卢基乌斯·霍尔特恩西乌斯
  - 补任：马尔库斯·奥雷利乌斯·斯卡乌鲁斯
- 前107年 盖乌斯·马略 I；卢基乌斯·卡西乌斯·隆吉努斯
- 前106年 昆图斯·塞尔维利乌斯·卡埃皮奥；盖乌斯·阿蒂利乌斯·塞尔拉努斯
- 前105年 普布利乌斯·鲁蒂利乌斯·鲁弗斯；克奈乌斯·马尔利乌斯·马克西姆斯
- 前104年 盖乌斯·马略 II；盖乌斯·弗拉维乌斯·菲姆布里亚
- 前103年 盖乌斯·马略 III；卢基乌斯·奥雷利乌斯·奥雷斯特斯
- 前102年 盖乌斯·马略 IV；昆图斯·卢塔蒂乌斯·卡图卢斯
- 前101年 盖乌斯·马略 V；马尼乌斯·阿基利乌斯
- 前100年 盖乌斯·马略 VI；卢基乌斯·瓦莱里乌斯·弗拉库斯

### 前90年代
- 前99年 马克·安东尼·奥雷托尔；奥卢斯·波斯图米乌斯·阿尔比努斯
- 前98年 基恩图斯·卡埃基利乌斯·梅特鲁斯；提图斯·迪迪乌斯
- 前97年 克奈乌斯·科尔内利乌斯·雷恩图鲁斯；普布利乌斯·李锡尼·克拉苏·迪维斯
- 前96年 克奈乌斯·多米蒂乌斯·阿赫诺巴布斯；盖乌斯·卡西乌斯·隆吉努斯
- 前95年 卢基乌斯·李锡尼·克拉苏；昆图斯·姆基乌斯·斯凯沃拉
- 前94年 盖乌斯·科埃利乌斯·卡尔都斯；卢基乌斯·多米蒂乌斯·阿赫诺巴布斯
- 前93年 盖乌斯·瓦莱里乌斯·弗拉库斯；马尔库斯·赫雷尼乌斯
- 前92年 盖乌斯·克劳狄·普尔克尔；马尔库斯·佩尔佩尔纳
- 前91年 卢基乌斯·马尔基乌斯·菲利普斯；塞克斯图斯·尤利乌斯·恺撒
- 前90年 卢基乌斯·尤利乌斯·恺撒；普布利乌斯·卢蒂利乌斯·卢普斯

### 前80年代
- 前89年 克奈乌斯·庞培·斯特拉波；卢基乌斯·波尔基乌斯·加图
- 前88年 卢基乌斯·科尔内利乌斯·苏拉 I；昆图斯·庞培·鲁弗斯
- 前87年 卢基乌斯·科尔内利乌斯·秦纳 I；克奈乌斯·屋大维
  - 元老院宣布以祭司卢基乌斯·科尔内利乌斯·梅鲁拉代替秦纳
- 前86年 卢基乌斯·科尔内利乌斯·秦纳 II；盖乌斯·马略 VII
  - 补任：卢基乌斯·瓦莱里乌斯·弗拉库斯
- 前85年 卢基乌斯·科尔内利乌斯·秦纳 III；克奈乌斯·帕皮里乌斯·卡尔博 I
- 前84年 卢基乌斯·科尔内利乌斯·秦纳 IV；克奈乌斯·帕皮里乌斯·卡尔博 II
- 前83年 盖乌斯·诺尔巴努斯；卢基乌斯·科尔内利乌斯·西庇阿·亚细亚提库斯·亚细亚根努斯
- 前82年 克奈乌斯·帕皮里乌斯·卡尔博 III；盖乌斯·马略 (小)
- 前81年 克奈乌斯·科尔内利乌斯·多拉贝拉；马尔库斯·图利乌斯·戴库拉
- 前80年 卢基乌斯·科尔内利乌斯·苏拉 II；昆图斯·卡埃基利乌斯·梅特鲁斯·庇乌斯

### 前70年代
- 前79年 普布利乌斯·塞尔维利乌斯·瓦蒂亚·伊萨乌里库斯；阿庇乌斯·克劳狄·普尔克尔
- 前78年 昆图斯·卢塔蒂乌斯·卡图鲁斯；马尔库斯·埃米利乌斯·雷必达
- 前77年 迪基乌斯·尤尼乌斯·布鲁图；马梅尔库斯·埃米利乌斯·雷必达·利维安努斯
- 前76年 克奈乌斯·屋大维；克奈乌斯·斯科里波尼乌斯·库里奥
- 前75年 盖乌斯·奥雷里乌斯·科塔；卢基乌斯·屋大维
- 前74年 马尔库斯·奥雷里乌斯·科塔；卢基乌斯·李锡尼·卢库鲁斯
- 前73年 盖乌斯·卡西乌斯·隆吉努斯；马库斯·特伦提乌斯·瓦罗·卢库鲁斯
- 前72年 卢基乌斯·盖利乌斯·普布利科拉；克奈乌斯·科尔内利乌斯·雷恩图鲁斯·克罗狄安努斯
- 前71年 普布利乌斯·科尔内利乌斯·雷恩图卢斯·苏拉；克奈乌斯·奥菲迪乌斯·奥雷斯特斯
- 前70年 马尔库斯·李锡尼·克拉苏·迪维斯 I；格奈乌斯·庞培 I

### 前60年代
- 前69年 昆图斯·霍尔特恩西乌斯；昆图斯·卡埃基利乌斯·梅特鲁斯·克里提库斯
- 前68年 卢基乌斯·卡埃基利乌斯·梅特鲁斯；昆圖斯·馬爾丘斯·雷克斯
- 前67年 盖乌斯·卡尔普尔尼乌斯·皮索；马尼乌斯·阿基利乌斯·格拉布里奥
- 前66年 马尼乌斯·埃米利乌斯·雷必达；卢基乌斯·沃尔卡蒂乌斯·图鲁斯
- 前65年 卢基乌斯·奥雷里乌斯·科塔；卢基乌斯·曼利乌斯·托尔卡图斯
- 前64年 卢基乌斯·尤利乌斯·恺撒；盖乌斯·马尔基乌斯·菲古鲁斯
- 前63年 马尔库斯·图利乌斯·西塞罗；盖乌斯·安东尼·希布里达
- 前62年 迪基姆斯·尤尼乌斯·西拉努斯；卢基乌斯·李锡尼·姆雷纳
- 前61年 马尔库斯·普庇乌斯·皮索·弗鲁基·卡尔普尔尼安努斯；马尔库斯·瓦莱里乌斯·梅萨拉·尼格尔
- 前60年 昆图斯·卡埃基利乌斯·梅特鲁斯·凯雷尔；卢基乌斯·阿弗拉尼乌斯

### 前50年代
- 前59年 盖乌斯·尤利乌斯·恺撒 I；马尔库斯·卡尔普尔尼乌斯·比布鲁斯
- 前58年 奥卢斯·加比尼乌斯；卢基乌斯·卡尔普尔尼乌斯·皮索·卡埃索尼努斯
- 前57年 普布利乌斯·科尔内利乌斯·雷恩图鲁斯·斯皮恩特尔；昆图斯·卡埃基利乌斯·梅特鲁斯·内波斯
- 前56年 卢基乌斯·马尔基乌斯·菲利普斯；克奈乌斯·科尔内利乌斯·雷恩图鲁斯·马尔凯利努斯
- 前55年 马尔库斯·李锡尼·克拉苏·迪维斯 II；格奈乌斯·庞培 II
- 前54年 卢基乌斯·多米蒂乌斯·阿赫诺巴布斯；阿庇乌斯·克劳狄·普尔克尔
- 前53年 克奈乌斯·多米蒂乌斯·卡尔维努斯 I；马尔库斯·瓦莱里乌斯·梅萨拉·鲁弗斯
- 前52年 格奈乌斯·庞培 III[r]；昆图斯·卡埃基利乌斯·梅特鲁斯·庇乌斯·西庇阿
- 前51年 马尔库斯·克劳狄·马尔凯鲁斯；塞尔维乌斯·苏尔皮基乌斯·鲁弗斯
- 前50年 盖乌斯·克劳狄·马尔凯鲁斯 (小)；卢基乌斯·埃米利乌斯·雷必达·保卢斯

### 前40年代
- 前49年 盖乌斯·克劳狄·马尔凯鲁斯 (老)；卢基乌斯·科尔内利乌斯·雷恩图鲁斯·克鲁斯
- 前48年 盖乌斯·尤利乌斯·恺撒 II；普布利乌斯·塞尔维利乌斯·瓦蒂亚·伊萨乌里库斯 I
- 前47年 普布利乌斯·瓦蒂尼乌斯；昆图斯·弗费乌斯·卡雷努斯
- 前46年 盖乌斯·尤利乌斯·恺撒 III；马尔库斯·埃米利乌斯·雷必达 I
- 前45年 盖乌斯·尤利乌斯·恺撒 IV[s]
  - 补任：昆图斯·费边·马克西穆斯；盖乌斯·特雷波尼乌斯；盖乌斯·卡尼尼乌斯·雷比鲁斯
- 前44年 盖乌斯·尤利乌斯·恺撒 V；馬克·安東尼 I
  - 补任：普布利乌斯·科尔内利乌斯·多拉贝拉[t]
- 前43年 奥卢斯·希尔蒂乌斯；盖乌斯·维比乌斯·蓬萨·卡埃特罗尼安努斯
  - 补任：盖乌斯·尤利乌斯·恺撒·屋大维 I；昆图斯·佩迪乌斯；普布利乌斯·维恩蒂迪乌斯·巴苏斯；盖乌斯·卡尔里纳斯
- 前42年 马尔库斯·埃米利乌斯·雷必达 II；卢基乌斯·姆纳蒂乌斯·普兰库斯
- 前41年 卢基乌斯·安东尼；普布利乌斯·塞尔维利乌斯·瓦蒂亚·伊萨乌里库斯 II
- 前40年 盖乌斯·阿西尼乌斯·波利奥；克奈乌斯·多米蒂乌斯·卡尔维努斯 II
  - 补任：卢基乌斯·科尔内利乌斯·巴尔布斯 (老)；普布利乌斯·卡尼迪乌斯·克拉苏

### 前30年代
- 前39年 卢基乌斯·马尔基乌斯·凯恩索里努斯；盖乌斯·卡尔维西乌斯·萨比努斯
  - 补任：盖乌斯·科克凯伊乌斯·巴尔布斯；普布利乌斯·阿尔费努斯·瓦鲁斯
- 前38年 阿庇乌斯·克劳狄·普尔克尔；盖乌斯·诺尔巴努斯·弗拉库斯
  - 补任：卢基乌斯·科尔内利乌斯·雷恩图鲁斯；盖乌斯·诺尔巴努斯·弗拉库斯
- 前37年 马尔库斯·维普萨尼乌斯·阿格里帕 I；卢基乌斯·卡尼尼乌斯·加鲁斯
  - 补任：提图斯·斯塔蒂利乌斯·陶鲁斯
- 前36年 卢基乌斯·盖利乌斯·普布利科拉；马尔库斯·科克凯伊乌斯·涅尔瓦
  - 补任：卢基乌斯·诺尼乌斯·阿斯普雷纳斯
- 前35年 塞克斯图斯·庞培；卢基乌斯·科尔尼菲基乌斯
  - 补任：普布利乌斯·科尔内利乌斯·西庇阿·萨尔维托；提图斯·佩杜卡埃乌斯
- 前34年 馬克·安東尼 II；卢基乌斯·斯克里波尼乌斯·利博
  - 补任：埃米利乌斯·雷必达·保卢斯；卢基乌斯·塞姆普罗尼乌斯·阿特拉蒂努斯；盖乌斯·麦姆米乌斯；马尔库斯·赫雷尼乌斯
- 前33年 盖乌斯·尤利乌斯·恺撒·屋大维 II；卢基乌斯·沃尔卡蒂乌斯·图卢斯
  - 补任：卢基乌斯·安东尼·帕埃图斯；卢基乌斯·弗拉维乌斯；盖乌斯·丰泰伊乌斯·卡皮托；马尔库斯·阿基利乌斯·格拉布里奥；卢基乌斯·维尼基乌斯；昆图斯·拉罗尼乌斯
- 前32年 克奈乌斯·多米蒂乌斯·阿赫诺巴布斯；盖乌斯·索西乌斯
  - 补任：卢基乌斯·科尔内利乌斯·秦纳；马尔库斯·瓦莱里乌斯·梅萨拉
- 前31年 盖乌斯·尤利乌斯·恺撒·屋大维 III；马尔库斯·瓦莱里乌斯·梅萨拉·科尔维努斯
  - 补任：马尔库斯·瓦莱里乌斯·梅萨拉·科尔维努斯；马尔库斯·提图斯；克奈乌斯·庞培